# Louriçal
Louriçal ist eine Gemeinde (Freguesia) in Portugal und gehört zum Kreis (Concelho) von Pombal.

## Geografie
Der Ort ist 10 km von der Kreisstadt Pombal, 15 km von Soure und 18 km von Figueira da Foz entfernt.

## Geschichte
Die Gemeinde wurde 1166 von Portugals erstem König D. Afonso Henriques dem Kloster Santa Cruz in Coimbra überschrieben und erhielt 1514 von König Manuel I. Stadtrechte (foral). 1836 wurde Louriçal Pombal zugeordnet, nachdem es bis dahin zum damaligen Regierungsbezirk (comarca) Coimbra gehörte. 1855 wurde der bis dahin bestehende Kreis (Concelho) Louriçal aufgelöst und dem Kreis Pombal angegliedert.

## Verkehr

### Eisenbahn
Louriçal liegt an der Linha do Oeste und ist zugleich Endpunkt der Güterzug-Trasse Ramal do Louriçal, der die nahegelegenen Papierfabriken versorgt.

### Straßen
Der Ort liegt zwischen der Autobahn A1 (Ausfahrt Pombal) und der A17, mit eigener Ausfahrt. Die Nationalstraße N237 (Kennung IC8) führt durch den Ort.

## Verwaltung
In der Gemeinde liegen die Ortschaften Antões, Borda do Rio, Cabeços, Casais de Além, Casais do Porto, Casais Loureiros, Casal da Rola, Casal do Queijo, Casal Mouro, Castelhanas, Cavadas, Cipreste, Foitos, Louriçal, Matas do Louriçal, Matos da Vila, Moita do Boi, Outeiro do Louriçal, Ribeira de Stº Amaro, Sto. António, S. João das Tábuas, Torneira, Valarinho, und Vale da Cabra.

## Wirtschaft
Neben der traditionell betriebenen Landwirtschaft sind u. a. die nahen Papierfabriken und andere Industriebetriebe von Bedeutung, auch Nahrungsmittelindustrie. Überregional werden beispielsweise traditionell zubereitete, nur mit Öl und Salz zubereitete Kartoffelchips vertrieben.